# Puygiron
Puygiron är en kommun i departementet Drôme i regionen Auvergne-Rhône-Alpes i sydöstra Frankrike. Kommunen ligger i kantonen Montélimar 2e Canton som tillhör arrondissementet Nyons. År 2022 hade Puygiron 447 invånare.

## Befolkningsutveckling
Antalet invånare i kommunen Puygiron
Referens:INSEE